# 萬塔河
60°13′N 024°59′E / 60.217°N 24.983°E

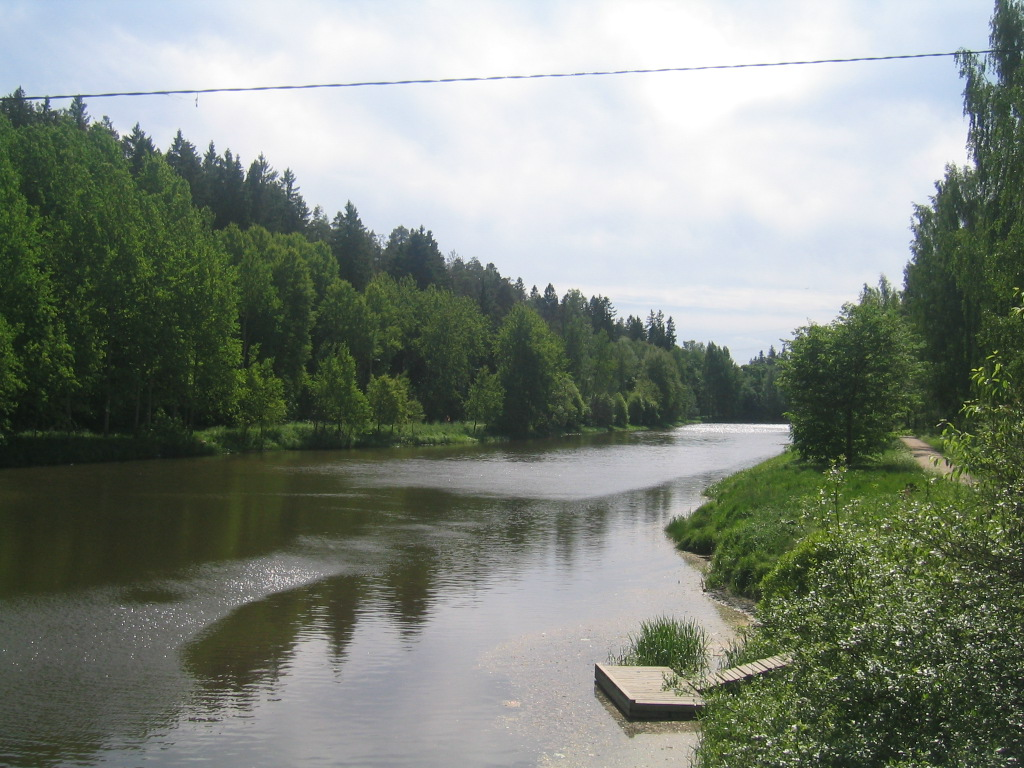

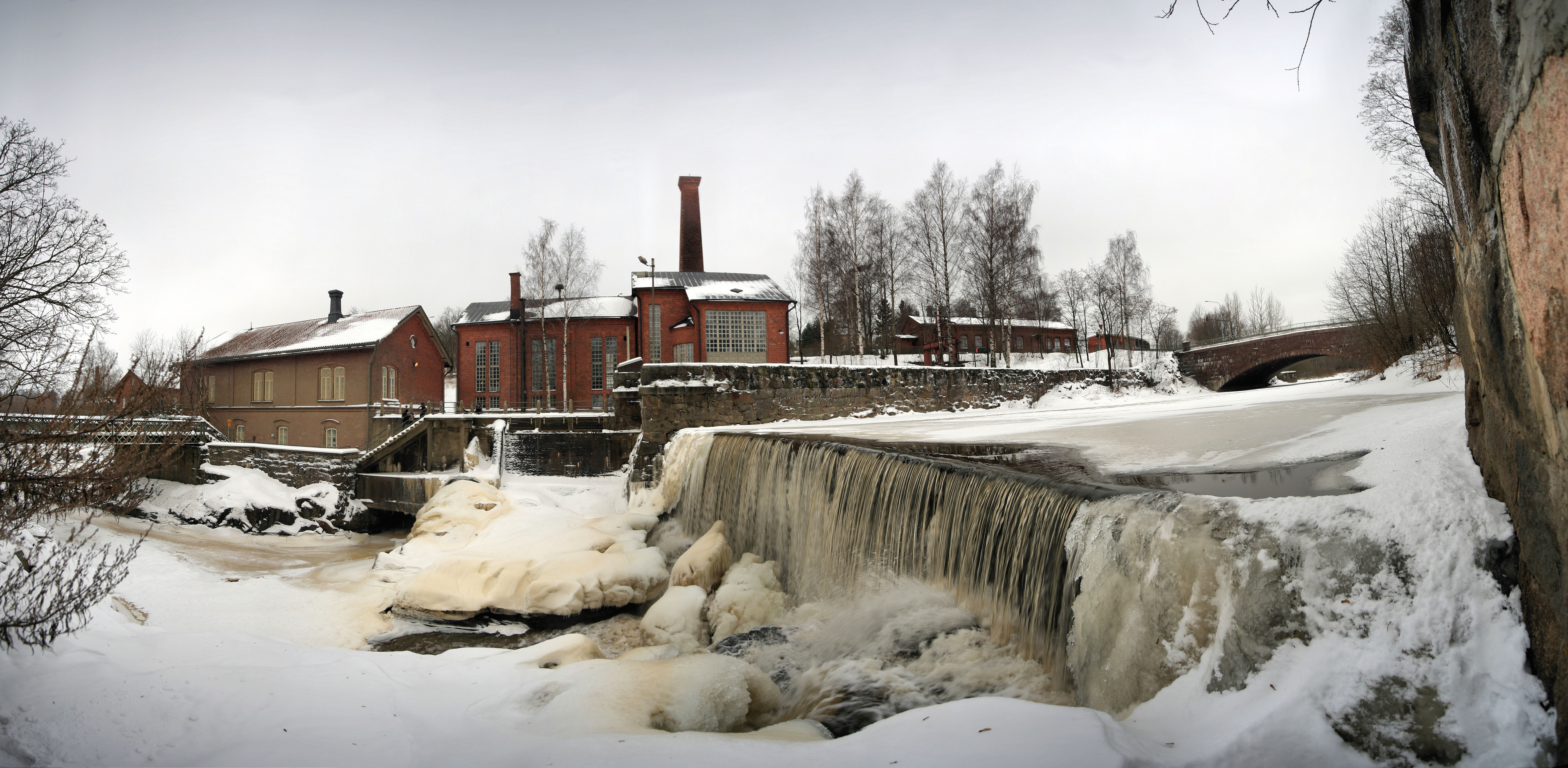

萬塔河（芬蘭語：Vantaanjoki）是芬蘭南部的河流，河道全長101公里，流域面積1,685.9平方公里，發源自豪斯耶爾維，流經坎塔海梅區和新地區，最終在赫爾辛基注入芬蘭灣。